# Кукуй (Новосибирская область)
Кукуй — упразднённый посёлок в Искитимском районе Новосибирской области. На момент упразднения входил в состав Чернореченского сельсовета. Исключен из учётных данных в 1970 году.

## География
Посёлок располагался на правом берегу реки Бердь, на противоположном берегу от села Старый Искитим.

## История
В 1928 году состоял из 31 хозяйства. В административном отношении входил в состав Искитимского сельсовета Бердского района Новосибирского округа Сибирского края.
Решением Новосибирского облисполкома от 20.07.1970 г. № 505 посёлок исключен из учётных данных как фактически не существующий.

## Население
По переписи 1926 г. в поселке проживало 152 человека (74 мужчины и 78 женщин), основное население — русские